# طرق في العراق
العراق لديه شبكة من الطرق السريعة التي تربط من الداخل من بين محافظات العراق والدول المجاورة الخارجية: إيران، تركيا، سوريا، الأردن، المملكة العربية السعودية والكويت.
تطورت شبكة الطرق البرية العامة من طرق القوافل الترابية عند أول تشكيل الحكومة العراقية إلى شبكة من الطرق المبلطة الحديثة مع إنشاء عدد كبير من الجسور الحديثة في كافة انحاء القطر.
يبلغ الطول الاجمالي لشبكة الطرق الخارجية (خارج حدود البلديات وأمانة بغداد) حوالي 42000 كم تضمالطرق السريعة (طريق المرور السريع رقم (1) وطريق أبو غريب السريع) ، والشريانية التي تربط مراكز المحافظات والمنافذ الحدودية والطرق الثانوية التي تربط بين الأقضية والنواحي والطرق الريفية التي تربط بين المجمعات السكنية في القرى والارياف بالطرق الثانوية والشريانية، والجدول الاتي يبين اطوال شبكة الطرق المبلطة بأصنافها المختلفة.

## طرق المرور السريع
- طريق المرور السريع رقم 1
- طريق محمد القاسم للمرور السريع
- شه قامي ١٢٠ متري اربيل
- شه قامي ١٥٠ متري اربيل

## الطرق الخارجية
- الطريق الخارجي رقم 1: بغداد والتاجي وسامراء وتكريت والموصل، وسوريا (القامشلي).
- الطريق الخارجي رقم 2: بعقوبة بغداد، الخالص وكركوك والموصل وأربيل ودهوك وزاخو، وتركيا (سيلوبي).
- الطريق الخارجي رقم 3: بغداد إلى بعقوبة + اربيل إلى إيران (بيرانشهر).
- الطريق الخارجي رقم 4: كركوك والسليمانية ودربندخان، جلولاء، إلى السعدية.
- الطريق الخارجي رقم 5: بعقوبة، المقدادية، السعدية، خانقين، إيران (قصر شيرين).
- الطريق الخارجي رقم 6: بغداد، الكوت، العمارة، البصرة.
- الطريق الخارجي رقم 7: الكوت، الشطرة الرماد والناصرية.
- الطريق الخارجي رقم 8: بغداد، الحلة،القادسية، والسماوة والناصرية والبصرة والكويت.
- الطريق الخارجي رقم 9: كربلاء، النجف، القادسية.
- الطريق الخارجي رقم 10: الرطبة، الأردن.
- الطريق الخارجي رقم 11: بغداد، الفلوجة، الرمادي، الرطبة وسوريا.
- الطريق الخارجي رقم 12: الرمادي، هيت، حديثة، الكرابلة، وسوريا (البوكمال).[2]

## طرق أرقام
- شارع 13: خانقين، مندلي، بدرة، جلات، شيخ فارس
- شارع 14: علي الغربي، جلات
- شارع 15: بدرة، إيران (مهران)
- شارع 16: الناصرية، العمارة
- شارع 17: الديوانية، قلعة سكر، العمارة
- شارع 18: أربيل، السليمانية
- شارع 19: الحقلانية، بيجي، كركوك
- شارع 20: صفرا، الرطبة
- شارع 21: طليحة، النخيب
- شارع 22: كربلاء، النخيب
- شارع 23: الفلوجة، سامراء
- شارع 24: تكريت، كركوك
- شارع 26: البصرة، أم قصر
- شارع 27: الحلة، النعمانية، سرهد
- شارع 28: أبو صخير، السماوة
- شارع 29: السماوة، السلمان، البصرة
- شارع 30: H-3 القاعدة الجوية، الأردن
- شارع 31: البصرة، شمال الرميلة
- شارع 45: حلبجه عربت
- شارع 46: عربت، إيران
- شارع 47: الموصل، سوريا
- شارع 55: تكريت، طوز خورماتو
- شارع 70: الحلة، النجف، أبو صخير
- شارع 71: أبو صخير، الديوانية
- شارع 80: كركوك، الموصل
- شارع 82: بعقوبة، مندلي
- شارع 84: كربلاء، الحلة
- شارع 96: مرقمة كما الطريق السريع 1: الأردن مفرق، الأردن
- شارع 97: بغداد، أبو غريب
- شارع 77: زاخو، العمادية
- شارع 93: باطوفا، كاني_ماسي

## احصاءات
المجموع الكلي : 45,550 كم
المعبدة : 38,400 كم
غير المعبدة : 7,150 كم